# Šušanik
Svatá Šušanik či Zuzana († asi 475) byla dcera arménského vojevůdce Vartana Mamikonjana, manželka knížete Varskena a mučednice.

## Život
Informace o jejím životě pochází především z díla Mučednictví svaté královny Šušanik od jejího zpovědníka Jakuba Curtaveliho.
Roku 466 se její manžel postavil proti politice krále Vachtanga I. Gorgasaliho. Varsken hledal podporu u perského šáha Péróze I. V zájmu spojenectví se šáhem se zřekl křesťanství, přešel k zoroastrismu a slíbil, že svou manželku a děti převede ke stejné víře.
Po svém návratu se Varsken dozvěděl, že jeho manželka, která se o jeho rozhodnutí dozvěděla od poslů, neopustila mnišskou celu tři dny a stále se modlila. Varsken se ji násilím snažil dostat zpět do paláce a nakonec ji přesvědčili její příbuzní. O dva dny později Varsken uspořádal hostinu, na které se ji snažil přesvědčit k přijetí nové víry. Šušanik vše odmítala, proto ji surově zbil, spoutal a uvěznil.
Během půstu se Varsken vydal na tažení proti Hunům. Šušanik byla propuštěna a usadila se v mnišské cele poblíž chrámu. Když se její manžel vrátil a dozvěděl se o její oddanosti křesťanství, nechal ji mučit. Protože se mu nepodařilo přesvědčit svou ženu ke konverzi, rozhodl o jejím doživotním vězení.
Po sedmi letech vězení vážně onemocněla. Zemřela asi roku 475.